# San Pier Niceto
San Pier Niceto – miejscowość i gmina we Włoszech, w regionie Sycylia, w prowincji Mesyna.
Według danych na rok 2004 gminę zamieszkiwało 3085 osób, 85,7 os./km².